# Else Talsma
Else Talsma (Wijnjewoude, 17 januari 2003) is een Nederlandse actrice. Ze is bekend geworden door haar rol in Brugklas als Steef. Ze studeert journalistiek aan de Hogeschool Utrecht.